# Лудвиг II (Тек)
Лудвиг II фон Тек „Млади“ (на немски: Ludwig I von Teck „der Jüngere“; * ок. 1255; † между 1 май 1280 и 20 юли 1282) е херцог на Тек от линията Оберндорф.

## Произход
Той е големият син на херцог Лудвиг I фон Тек „Стари“ († 1283) и вероятно на Ирмелгард фон Баден. Брат е на херцог Херман I „Стари“ фон Тек († 1292/1313) и на Агнес фон Тек († 1296), омъжена 1283 г. за Конрад I, господар на Лихтенберг († 1294/1305).

## Фамилия
Лудвиг II се жени за Луитгард фон Бургау (* пр. 1260; † 13 май 1295), дъщеря на маркграф Хайнрих II (IV) фон Бургау († 1293) и Аделхайд фон Албек († 1280). Те имат една дъщеря:
- Аделхайд фон Тек († пр. 17 февруари 1342), омъжена за граф Конрад фон Берг-Шелклинген († 21 април 1346), син на граф Улрих III фон Берг-Шелклинген († 1319) и Луитгард фон Калв

Вдовицата му Луитгард фон Бургау се омъжва втори път пр. 14 май 1295 г. за граф Конрад II фон Грюнинген-Ландау († ок. 24 август 1300), син на Хартман II († 1275) и внук на Хартман I фон Грюнинген († 1280).